# Нове Ґарбово
Нове Ґарбово (пол. Nowe Garbowo) — село в Польщі, у гміні Кобилін-Божими Високомазовецького повіту Підляського воєводства.
Населення — 95 осіб (2011).
У 1975-1998 роках село належало до Ломжинського воєводства.

## Демографія
Демографічна структура станом на 31 березня 2011 року:
|          | Загалом | Допрацездатний вік | Працездатний вік | Постпрацездатний вік |
| -------- | ------- | ------------------ | ---------------- | -------------------- |
| Чоловіки | 58      | 10                 | 39               | 9                    |
| Жінки    | 37      | 6                  | 24               | 7                    |
| Разом    | 95      | 16                 | 63               | 16                   |